# Malab Mubarak al-Ajjar
Malab Mubarak al-Ajjar – wielofunkcyjny stadion o pojemności 17 000 widzów znajdujący się w Al-Dżahrze. Został otwarty w 2006 roku. Swoje mecze rozgrywa na nim Nadi al-Dżahra ar-rijadi.